# Beth Malone
Elizabeth Ann Malone, detta Beth (Auburn, 2 gennaio 1969), è un'attrice e cantante statunitense, nota soprattutto per il suo lavoro nel teatro musicale di Broadway.

## Biografia
Malone ha recitato in numerosi musical negli USA, tra cui Annie Get Your Gun e Bingo. Nel 2015 interpreta la fumettista Alison Bechdel nel musical di Broadway Fun Home, accanto a Judy Kuhn e Michael Cerveris, e per la sua performance viene candidata al Tony Award alla miglior attrice protagonista in un musical. Nel febbraio 2018 torna a recitare a Broadway nel dramma Angels in America, in cui interpreta l'Angelo per una replica settimanale fino a maggio, quando diventa la titolare del ruolo per le otto performance alla settimana.
È omosessuale e sposata con la tecnica del suono Rochelle Schoppert.

## Doppiatrici italiane
Nelle versioni in italiano delle opere in cui ha recitato, Beth Malone è stata doppiata da:
- Daniela Calò in All Rise